# Ardalion Ignat'ev
Ardalion Vasil'evič Ignat'ev (in russo Ардалион Васильевич Игнатьев?; Novoye Toyderyakovo, 22 dicembre 1930 – Čeboksary, 24 settembre 1998) è stato un velocista sovietico, vincitore della medaglia di bronzo olimpica nei 400 metri piani ai Giochi di Melbourne 1956.
Nella stessa specialità è stato campione europeo a Berna 1954, rassegna in cui vinse anche una medaglia d'argento nei 200 metri piani.

## Palmarès
| Anno | Manifestazione  | Sede      | Evento      | Risultato | Prestazione | Note                  |
| ---- | --------------- | --------- | ----------- | --------- | ----------- | --------------------- |
| 1952 | Giochi olimpici | Helsinki  | 400 metri   | Batteria  | 47"4        |                       |
| 1952 | Giochi olimpici | Helsinki  | 4×400 metri | Batteria  | 3'12"5      |                       |
| 1954 | Europei         | Berna     | 200 metri   | Argento   | 21"1        |                       |
| 1954 | Europei         | Berna     | 400 metri   | Oro       | 46"6        | Record dei campionati |
| 1956 | Giochi olimpici | Melbourne | 400 metri   | Bronzo    | 47"0        |                       |
| 1956 | Giochi olimpici | Melbourne | 4×400 metri | Batteria  | 3'11"2      |                       |